# Raleighvallen
De Raleighvallen, ook geschreven als Raleigh Vallen, is een verzameling van een aantal stroomversnellingen bij de niet-permanent bewoonde post en toeristisch resort Fungu-eiland, in de Coppenamerivier in Sipaliwini, Suriname. De watervallen en stroomversnellingen, waarvan de Moedervallen en de Anjoemaravallen de grootste zijn, bevinden zich in het natuurreservaat Raleighvallen/Voltzberg onderdeel van het Centraal Suriname Natuurreservaat. Het gebied is in trek bij vogelspotters en verder bevinden er zich alle acht apensoorten van Suriname.

## Naamgeving
De watervallen en het omliggende natuurreservaat zijn genoemd naar de Engelse schrijver, spion en ontdekkingsreiziger Walter Raleigh, die veel belangstelling had voor Guyana en twee expedities ondernam naar het gebied. De tweede expeditie waarbij hij de Spaanse stad San Thome aanviel, leidde zelfs zijn dood in.

## Toerisme

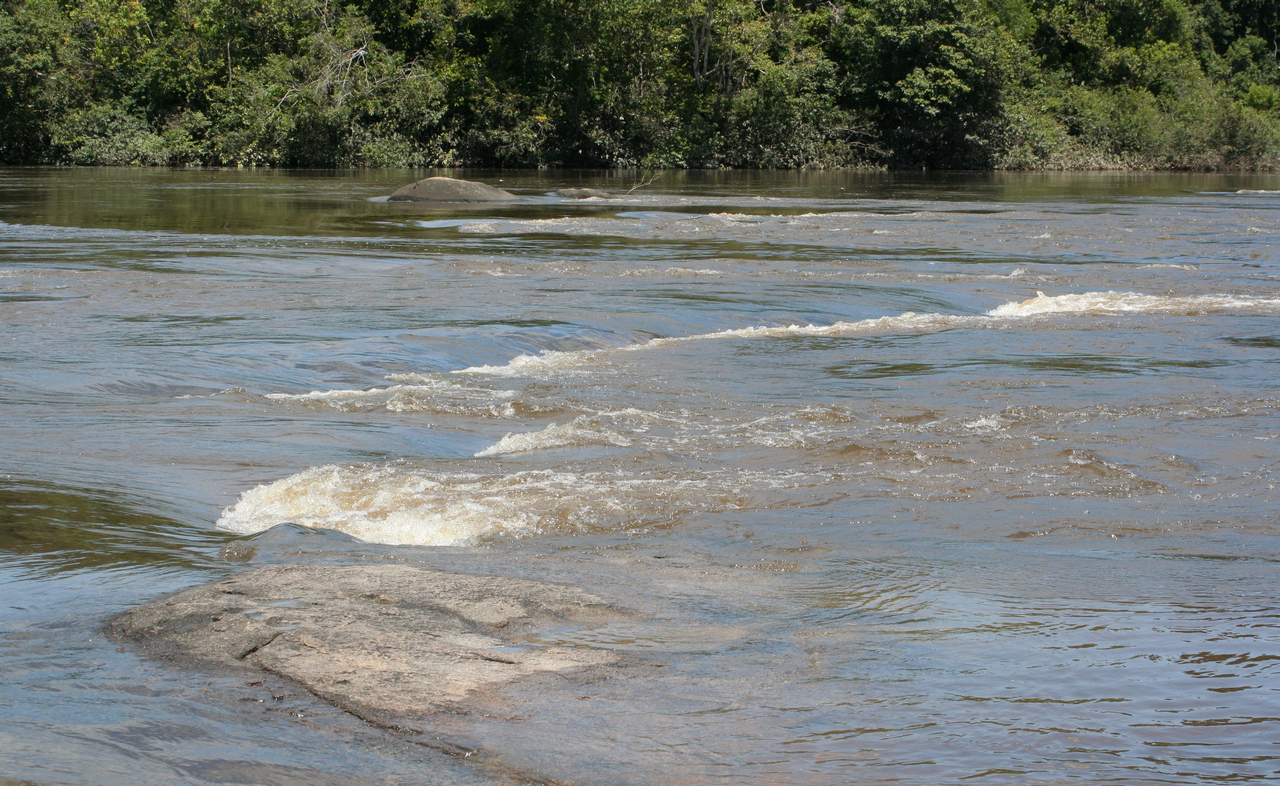
Een van de stroomversnellingen tijdens hoogwater in de regentijd.

De stroomversnellingen zijn sinds de oprichting in beeld van de Stichting Natuurbehoud Suriname (STINASU) voor ecotoerisme en wetenschappelijk onderzoek. Tot de jaren 1980 trok het gebied duizenden toeristen per jaar. De post op Fungu-eiland werd tijdens de Binnenlandse Oorlog (1986-1992) vernietigd en in de jaren negentig weer opgebouwd. Aan het eind van 2007 werden de logeergebouwen met financiële steun van Conservation International gerenoveerd. De post is ook het vertrekpunt voor beklimmingen van de eilandberg de Voltzberg, die enkele kilometers verderop in het regenwoud is gelegen.
Een bezoek van de watervallen wordt vaak gecombineerd met een overnachting op Fungu-eiland.

## Verkeer en vervoer
De Raleighvallen zijn niet over de weg te bereiken, daar de dichtstbijzijnde weg, de Zuidelijke Oost-Westverbinding hemelsbreed ruim 50 kilometer stroomafwaarts is gelegen bij het dorp Witagron. Vanaf hier of vanaf Boskamp zijn de Raleighvallen, per korjaal, over water te bereiken. Op Fungu-eiland is er verder nog de Raleigh Airstrip waarmee het gebied ook per vliegtuig is ontsloten.

## Klimaat
| Maand                  | jan | feb | mrt | apr | mei | jun | jul | aug | sep | okt | nov | dec | Jaar  |
| ---------------------- | --- | --- | --- | --- | --- | --- | --- | --- | --- | --- | --- | --- | ----- |
| Gemiddeld maximum (°C) | 30  | 30  | 30  | 31  | 31  | 30  | 31  | 32  | 33  | 33  | 32  | 31  | 31    |
| Gemiddeld minimum (°C) | 22  | 22  | 22  | 22  | 23  | 23  | 22  | 23  | 23  | 23  | 23  | 22  | 23    |
|                        |     |     |     |     |     |     |     |     |     |     |     |     |       |
| Neerslag (mm)          | 201 | 166 | 173 | 273 | 371 | 333 | 248 | 169 | 79  | 64  | 88  | 171 | 2.335 |
| Bron: Climate-data     |     |     |     |     |     |     |     |     |     |     |     |     |       |